# Cúp bóng đá Kosovo 2017–18
Cúp bóng đá Kosovo 2017–18 là giải bóng đá loại trực tiếp của Kosovo mùa giải 2017–18.

## Vòng Một
Lễ bốc thăm vòng Một diễn ra vào ngày 16 tháng 10 năm 2017.
Kết quả:
| Số | Ngày       | Trận đấu                         |
| -- | ---------- | -------------------------------- |
| 1  | 18.10.2017 | Dardana 1–2 Istogu               |
| 2  | 18.10.2017 | KF Xërxa 1–2 KF Përparimi        |
| 3  | 18.10.2017 | KF Deçani 4–3 Sharri             |
| 4  | 18.10.2017 | KF Uj. Malishevë 4–5 Dardania    |
| 5  | 18.10.2017 | KF Leshani w/o KF Dukagjini (N)  |
| 6  | 18.10.2017 | KF Ratkoci w/o KF Besa (I)       |
| 7  | 18.10.2017 | KF Rinia 6–2 KF Drenoci          |
| 8  | 18.10.2017 | Galaksia 10 – 1 KF Luftëtari     |
| 9  | 18.10.2017 | KF Ril. e Kosovës 0–3 Behari     |
| 10 | 18.10.2017 | KF Dushkaja 2–1 Lepenci          |
| 11 | 18.10.2017 | Lugu i Baranit 5–2 Tefik Çanga   |
| 12 | 18.10.2017 | KF Vjosa 2–2 Minatori (pso 4–3)  |
| 13 | 18.10.2017 | Arbëria 1–1 KF Gryka (a.e.t 3–1) |
| 14 | 18.10.2017 | Ulpiana w/o KF Çeliku            |

## Vòng Hai
Lễ bốc thăm vòng Hai diễn ra vào ngày 16 tháng 10 năm 2017.
Kết quả:
| Số | Ngày       | Trận đấu                         |
| -- | ---------- | -------------------------------- |
| 1  | 01.11.2017 | Rahoveci 3–0 Fushë Kosova        |
| 2  | 01.11.2017 | Istogu 3–0 Hajvalia              |
| 3  | 01.11.2017 | KF Rinia 3–2 KF Përparimi        |
| 4  | 01.11.2017 | Vitia 4–2 2 Korriku              |
| 5  | 01.11.2017 | KF Ratkoci 7–1 KF Bashkimi (Gj)  |
| 6  | 01.11.2017 | Ramiz Sadiku 2–1 Ferizaj         |
| 7  | 01.11.2017 | KEK-u 3–0 Bashkimi (K)           |
| 8  | 01.11.2017 | Vushtrria 1–0 Onix Banje         |
| 9  | 01.11.2017 | Galaksia 4–1 KF Vjosa            |
| 10 | 01.11.2017 | Dardania 1–2 Behari              |
| 11 | 01.11.2017 | Kosova Prishtinë 2–1 KF Dushkaja |
| 12 | 01.11.2017 | Ulpiana 3–2 Dukagjini            |
| 13 | 01.11.2017 | Arbëria w/o KF Deçani            |
| 14 | 01.11.2017 | Ballkani w/o Lugu i Baranit      |
| 15 | 01.11.2017 | Kika 4–1 KF Dukagjini (N)        |

## Vòng Ba
Lễ bốc thăm vòng Ba diễn ra vào ngày 7 tháng 11 năm 2017.
Kết quả:
| Số | Ngày       | Trận đấu                        |
| -- | ---------- | ------------------------------- |
| 1  | 06.12.2017 | Kosova Prishtinë 4–1 Kika       |
| 2  | 07.12.2017 | Vllaznia Pozheran 0–1 Llapi     |
| 3  | 06.12.2017 | Ramiz Sadiku 1–6 Vushtrria      |
| 4  | 05.12.2017 | Arbëria (D) w/o KF Ratkoci      |
| 5  | 06.12.2017 | Istogu 2–0 Vitia                |
| 6  | 06.12.2017 | Drita 3–0 Feronikeli            |
| 7  | 07.12.2017 | Ballkani 1–1 Trepça (a.e.t 3–1) |
| 8  | 06.12.2017 | Besa 0–4 Trepça'89              |
| 9  | 06.12.2017 | Ulpiana 1–5 Drenica             |
| 10 | 06.12.2017 | Flamurtari 2–3 Prishtina        |
| 11 | 05.12.2017 | Gjilani 4–1 KF Rinia            |
| 12 | 06.12.2017 | Vëllaznimi w/o Behari           |
| 13 | 06.12.2017 | Liria 4–1 KEK-u                 |
| 14 | 06.12.2017 | Rahoveci w/o Galaksia           |

## Vòng Bốn
Lễ bốc thăm vòng Bốn diễn ra vào ngày 8 tháng 12 năm 2017.
| Số | Ngày       | Trận đấu                         |
| -- | ---------- | -------------------------------- |
| 1  | 14.02.2018 | Ballkani 0–0 Gjilani (a.e.t 0–1) |
| 2  | 14.02.2018 | Trepça'89 0–2 Llapi              |
| 3  | 14.02.2018 | Vëllaznimi 3-1 Rahoveci          |
| 4  | 14.02.2018 | Drenica 7–1 Arbëria (D)          |
| 5  | 14.02.2018 | Vushtrria 1–1 Liria (pso 7–1)    |
| 6  | 14.02.2018 | Istogu 0–1 Drita                 |
| 7  | 14.02.2018 | Prishtina 4–0 Kosova Prishtinë   |

## Tứ kết
Lễ bốc thăm vòng Tứ kết diễn ra vào ngày 16 tháng 2 năm 2018. Drenica giành quyền trực tiếp vào Bán kết.
| No | Date       | Matches                        |
| -- | ---------- | ------------------------------ |
| 1  | 07.03.2018 | Llapi 2–2 Prishtina (pso 2–3)  |
| 2  | 06.03.2018 | Drita 2–2 Vëllaznimi (pso 5–6) |
| 3  | 07.03.2018 | Gjilani 0–1 Vushtrria          |

## Bán kết
Các trận đấu diễn ra vào các ngày 4 và 18 tháng 4 năm 2018.

### Lượt đi
| 4 tháng 4 năm 2018 | KF Drenica    | 1-1    | KF Vëllaznimi    | Skenderaj                                                 |  |
| 14:00              | Lorik Rudi 9' | Report | Kreshnik Uka 81' | Sân vận động: Bajram Aliu Stadium Trọng tài: Tefik Maloku |  |

| 4 tháng 4 năm 2018 | FC Prishtina           | 1-0    | KF Vushtrria | Peć                                                              |  |
| 14:00              | Basit Abdul Khalid 19' | Report |              | Sân vận động: Shahin Haxhiislami Stadium Trọng tài: Gramos Shala |  |

### Lượt về
| 18 tháng 4 năm 2018 | KF Vëllaznimi | 0-0 (TTS 1-1) | KF Drenica | Gjakova                                                      |  |
| 15:00               |               | Report        |            | Sân vận động: City Stadium (Gjakova) Trọng tài: Tefik Maloku |  |

| 18 tháng 4 năm 2018 | KF Vushtrria     | 1-1 (s.h.p.) (TTS 1-2) | FC Prishtina           | Vučitrn                                                  |  |
| 15:00               | Daut Maxhuni 49' | Report                 | Basit Abdul Khalid 99' | Sân vận động: Ferki Aliu Stadium Trọng tài: Gramos Shala |  |

## Chung kết
Trận chung kết diễn ra vào ngày 27 tháng 5 năm 2018.
| 27 tháng 5 năm 2018                                      | KF Vëllaznimi          | 1-1 (s.h.p.) (4-5 p)                                          | FC Prishtina      | Mitrovica                                                           |  |
| 16:00                                                    | Basit Abdul Khalid 21' | Report                                                        | Dardan Rogova 79' | Sân vận động: Olympic Stadium Adem Jashari Trọng tài: Fatmir Tahiri |  |
|                                                          |                        | Loạt sút luân lưu                                             |                   |                                                                     |  |
| - L. Vula - E. Gashi - J. Dushi - Y. Myrta - B. Krasniqi |                        | - D. Miftaraj - D. Božović - A. Januzi - E. Ahmeti - A. Hoxha |                   |                                                                     |  |